# Tes
Pour les articles homonymes, voir TES.
Le Tes est une rivière de Mongolie et de la république de Touva (Russie). Son nom vient du mongol : ᠲᠡᠰ, VPMC : tes, cyrillique : Тэс, MNS : Tes (littéralement : « complètement ») ou du touvain : Тэс, Tes.
D'une longueur de 568 km, le Tes est un tributaire du lac endoréique Uvs nuur.